# Município de Scott (condado de Adams, Ohio)
O município de Scott (em inglês: Scott Township) é um município localizado no condado de Adams no estado estadounidense de Ohio. No ano de 2010 tinha uma população de 2.180 habitantes e uma densidade populacional de 22,47 pessoas por km².

## Geografia
O município de Scott encontra-se localizado nas coordenadas 38° 58′ 45″ N, 83° 33′ 19″ O. Segundo a Departamento do Censo dos Estados Unidos, o município tem uma superfície total de 97.02 km², da qual 97,01 km² correspondem a terra firme e (0,01 %) 0,01 km² é água.

## Demografia
Segundo o censo de 2010, tinha 2.180 habitantes residindo no município de Scott. A densidade populacional era de 22,47 hab./km². Dos 2.180 habitantes, o município de Scott estava composto pelo 98,17 % brancos, o 0,28 % eram afroamericanos, o 0,23 % eram amerindios, o 0,18 % eram asiáticos, o 0,14 % eram de outras raças e o 1,01 % eram de uma mistura de raças. Do total da população o 0,87 % eram hispanos ou latinos de qualquer raça.